# Steuerring (Lohnsteuerhilfeverein)

Logo bis 2012

Der Steuerring e.V. (Lohnsteuerhilfeverein) ist ein deutscher Lohnsteuerhilfeverein. In über 1.100 Beratungsstellen betreut der Verein rund 400.000 Mitglieder auf dem Gebiet der Einkommensteuer. Er zählt zu den drei größten Lohnsteuerhilfevereinen in Deutschland. Ziel des Vereins ist es, seine Mitglieder in ihren Steuerangelegenheiten zu unterstützen. Das Betreuungsangebot des Steuerrings umfasst u. a. die Analyse der individuellen steuerlichen Situation, das Erstellen der Steuererklärung und Prüfen der Steuerbescheide.

## Geschichte
Die Institution der Lohnsteuerhilfevereine wurde 1964 vom Gesetzgeber geschaffen. Das Bestreben war es, jedem Arbeitnehmer eine erschwingliche steuerliche Beratung zu ermöglichen. 1969 erfolgte die Gründung des Vereins als Lohnsteuer Hilfe-Ring Deutschland e. V. in Leutershausen an der Bergstraße. 1973 kam die Verlegung des Vereinssitzes nach Hamburg und die Einführung der elektronischen Datenverarbeitung. Die Anerkennung als Lohnsteuerhilfeverein gemäß §14 StBerG erhielt er 1976. 1979 wurde der Vereinssitz nach Darmstadt verlegt. Zu jener Zeit gab es rund 30.000 Mitglieder. 1990 wurden zahlreiche Beratungsstellen in den neuen Bundesländern eröffnet und drei Jahre später zählte man 130.000 Mitglieder. 2005 erfolgte die Änderung des Vereinsnamens in Lohn- und Einkommensteuer Hilfe-Ring Deutschland e. V. Der Lohn- und Einkommensteuer Hilfe-Ring ist seit 2008 zertifizierter Lohnsteuerhilfeverein nach DIN EN ISO 9001, durchgeführt durch die Deutsche Gesellschaft zur Zertifizierung von Managementsystemen DQS GmbH. 2025 erfolgte die Umbenennung in Steuerring e.V. (Lohnsteuerhilfeverein).

## Leistungen
Zu den Leistungen des Steuerrings zählen u. a.:
- Individuelle Analyse der steuerlichen Situation
- Erstellen der Einkommensteuererklärung
- Prüfen von Steuerbescheiden
- Einspruchsverfahren bei fehlerhaften Bescheiden
- Klageführung vor den Finanzgerichten – gegebenenfalls bis vor das Bundesverfassungsgericht
- Beraten zur Steuerklassenwahl
- Steuerliche Beratung zur Altersvorsorge (Riester-Rente und Rürup-Rente)
- Prüfen von Kindergeldansprüchen und Beantragen von Kindergeld
- Steuerliche Beratung im Hinblick auf die Abgeltungsteuer
- Ganzjährige steuerfachliche Betreuung

## Mitgliedschaft im Steuerring
Um die steuerfachlichen Dienstleistungen des Steuerrings in Anspruch zu nehmen, muss man Vereinsmitglied sein. Details zur Mitgliedschaft sind in der Satzung geregelt. Allerdings dürfen – laut Gesetzgeber – nur bestimmte Personengruppen Mitglied im Lohnsteuerhilfeverein werden. Das sind:
- Arbeitnehmer
- Beamte
- Auszubildende
- Pensionäre
- Rentner
- Unterhaltsempfänger
- Arbeitslosengeldempfänger

Aus gesetzlichen Gründen dürfen Mitglieder mit
- Kapitalerträge (z. B. Zinsen, Dividenden & Erträge aus Aktienverkäufen)
- Einnahmen aus Vermietung oder Verpachtung
- Spekulationsgewinnen

nur bis zu einem Höhe von jährlich 18.000 € bzw. bei Ehegatten bis 36.000 € dieser Einkunftsarten steuerlich beraten werden (§4 Nr. 11 c StBerG).
Nicht steuerlich vertreten werden dürfen (§4 Nr. 11 b StBerG):
- Land- und Forstwirte
- Selbständige
  - Ausnahme: Die Einnahmen sind komplett steuerfrei (§3 Nr. 26ff. EStG[5])
- Gewerbetreibende

## Mitgliedsbeiträge
Mitglieder zahlen für die Vereinsleistungen einen jährlichen Mitgliedsbeitrag zuzüglich der einmaligen Aufnahmegebühr von 14 Euro. Die Beiträge des Vereins sind sozial gestaffelt und richten sich nach der Höhe der jährlichen Bruttoeinnahmen des Mitglieds. Einnahmen aus Kapitalvermögen sowie Vermietung oder Verpachtung werden erhöht in die Beitragsberechnung einbezogen. Zuletzt wurde die Beitragsordnung zum 1. Januar 2022 geändert. Die Kosten liegen seither zwischen 60 € (Jahresbrutto bis 10.000 €) und 450 € (Jahresbrutto über 200.000 €).